# Diendorf am Walde
Diendorf am Walde ist eine Ortschaft und eine Katastralgemeinde der Gemeinde Straß im Straßertale im Bezirk Krems-Land in Niederösterreich. Die Ortschaft hat 19 Einwohner (Stand 1. Jänner 2024). Bis Ende 1970 war Diendorf am Walde eine eigenständige Gemeinde.

## Geografie
Das Dorf liegt in einer Lichtung am Manhartsberg und wird vom Dienbach entwässert, einem rechten Zufluss des Gscheinzbaches. Beim Ort führt die Landesstraße L1246 vorbei, von der eine Stichstraße in den Ort abzweigt.
Bekannt ist der Ort als Namensgeber der Diendorfer Störung, einer geologischen Störungslinie, die mit beinahe sechs Kilometer hier die größte Breite erreicht.

## Geschichte
Im Jahr 1822 wurde der Ort als Dorf mit elf Häusern genannt, das nach Elsarn im Straßertal eingepfarrt war, wohin auch die Kinder eingeschult wurden. Die Herrschaft Grafenegg besaß die Ortsobrigkeit, übte die Landgerichtsbarkeit aus und besorgte die Konskription. Die Untertanen und Grundholde des Ortes gehörten den Herrschaften Grafenegg und Rosenburg.
Laut Adressbuch von Österreich waren im Jahr 1938 in der Ortsgemeinde Diendorf am Walde zwei Landwirte mit Direktvertrieb ansässig.
Bis zur Eingemeindung nach Straß bildete der Ort eine eigene Ortsgemeinde, der auch Obernholz angehörte.
Mit 1. Jänner 1971 wurden im Zuge der Niederösterreichischen Kommunalstrukturverbesserung die bis dahin selbständigen Gemeinden Diendorf am Walde, Elsarn im Straßerthal und Wiedendorf nach Straß im Straßertale eingemeindet.